# Lepturini
I Lepturini Latreille, 1802, sono una tribù di coleotteri cerambicidi appartenenti alla sottofamiglia Lepturinae.

## Morfologia
I Lepturini si riconoscono spesso a prima vista per lo straordinario adattamento alla vita sui fiori.
Strette e allungate, spesso dotate di vivaci colorazioni aposematiche a bande (o macchie) giallo-nere o rosso-nere, la maggior parte delle specie sono anche caratterizzate da una testa anteriormente allungata per potersi nutrire di nettare.
L'elemento diagnostico che permette però di distinguerli dai Rhagiini floricoli è però la parte ventrale del protorace uniformemente arrotondata, invece che angolosa.

## Biologia
Le larve dei Lepturini sono tutte xilofaghe e si nutrono sia del legno di conifere che di latifoglie.
Gli adulti sono tutti diurni e perlopiù floricoli, tranne qualche specie del genere Stictoleptura, che frequenta generalmente i tronchi delle essenze di cui si nutre.

## Distribuzione e habitat
I lepturini sono diffusi soprattutto nella zona temperata dell'emisfero boreale con poco più di mezzo migliaio di specie, ma annoverano anche alcune specie tropicali che raggiungono il Borneo, le Filippine, la Nuova Guinea, il Sud America e le Antille.

## Galleria fotografica di specie italiane

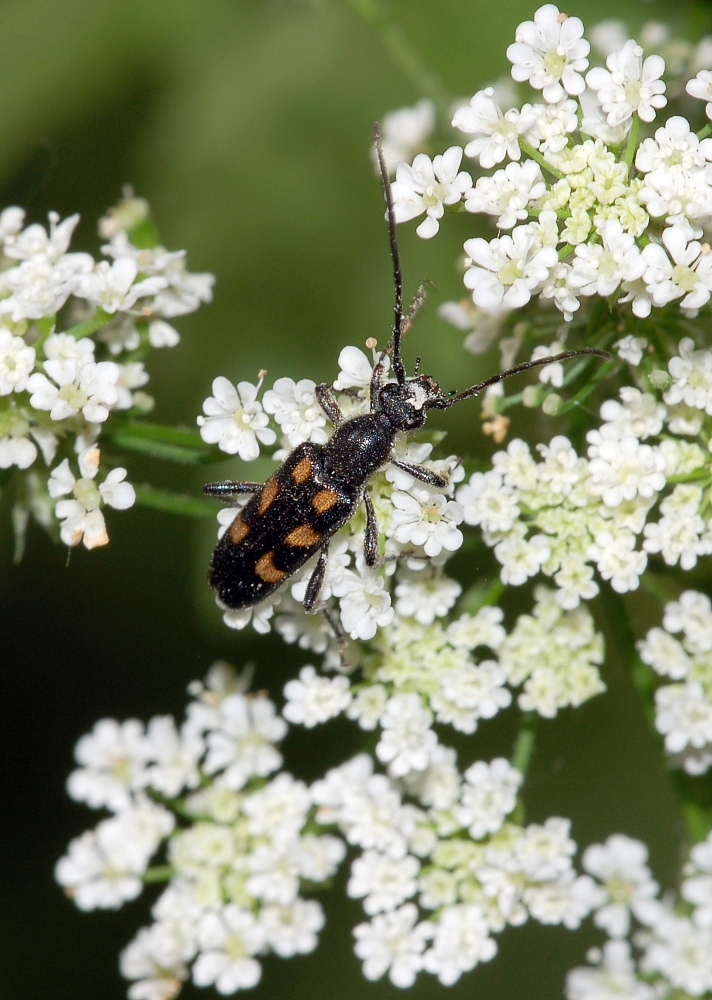
Anoplodera sexguttata (Fabricius, 1775)
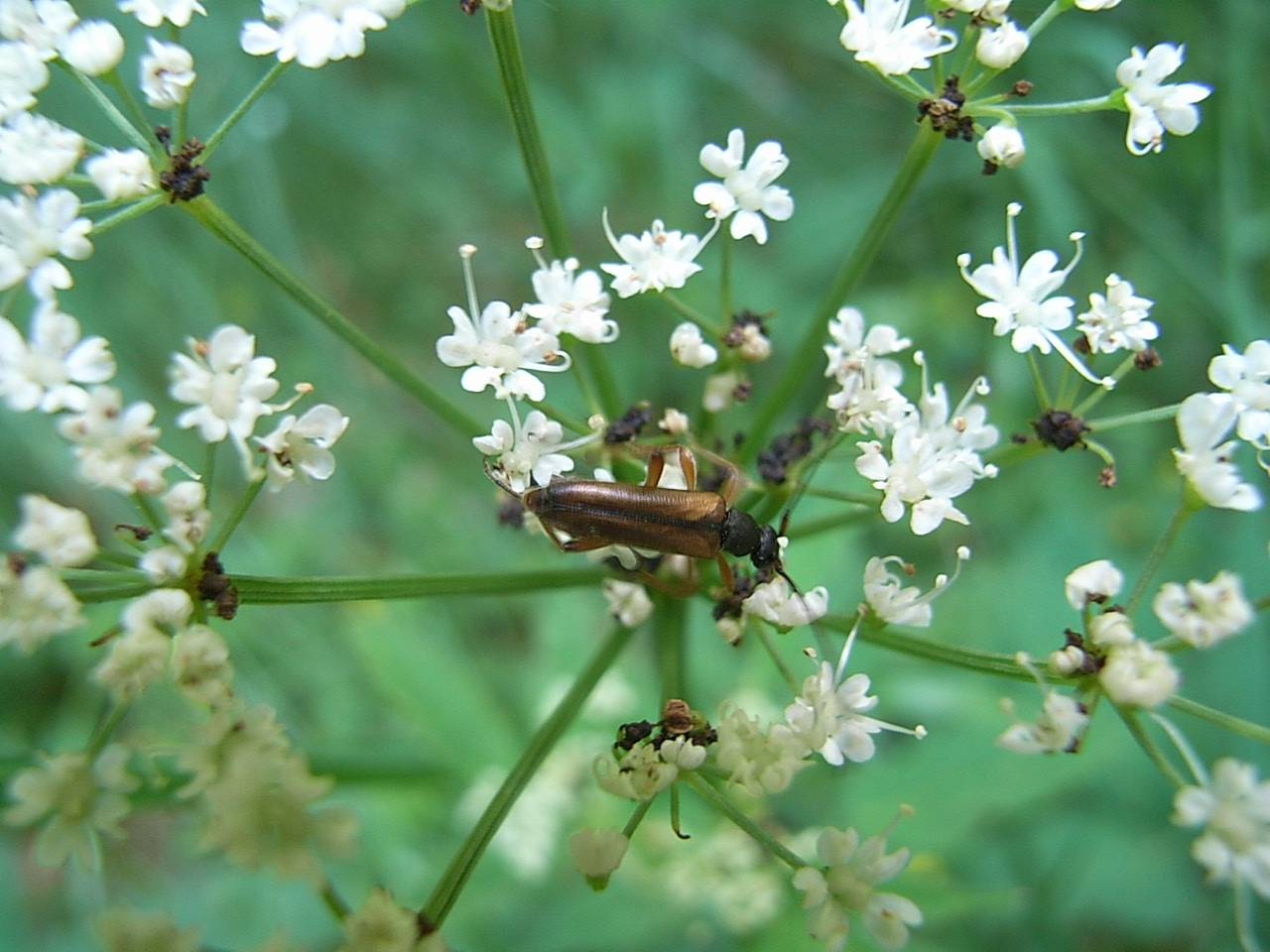
Alosterna tabacicolor (DeGeer, 1775)
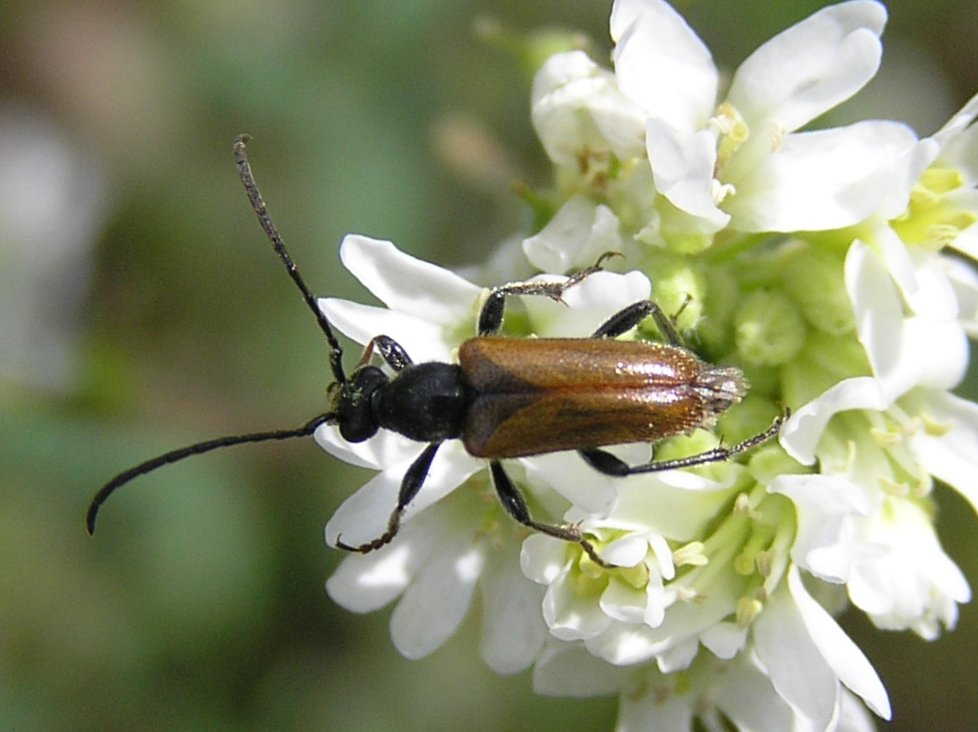
Pseudovadonia livida (Fabricius, 1776) ♂
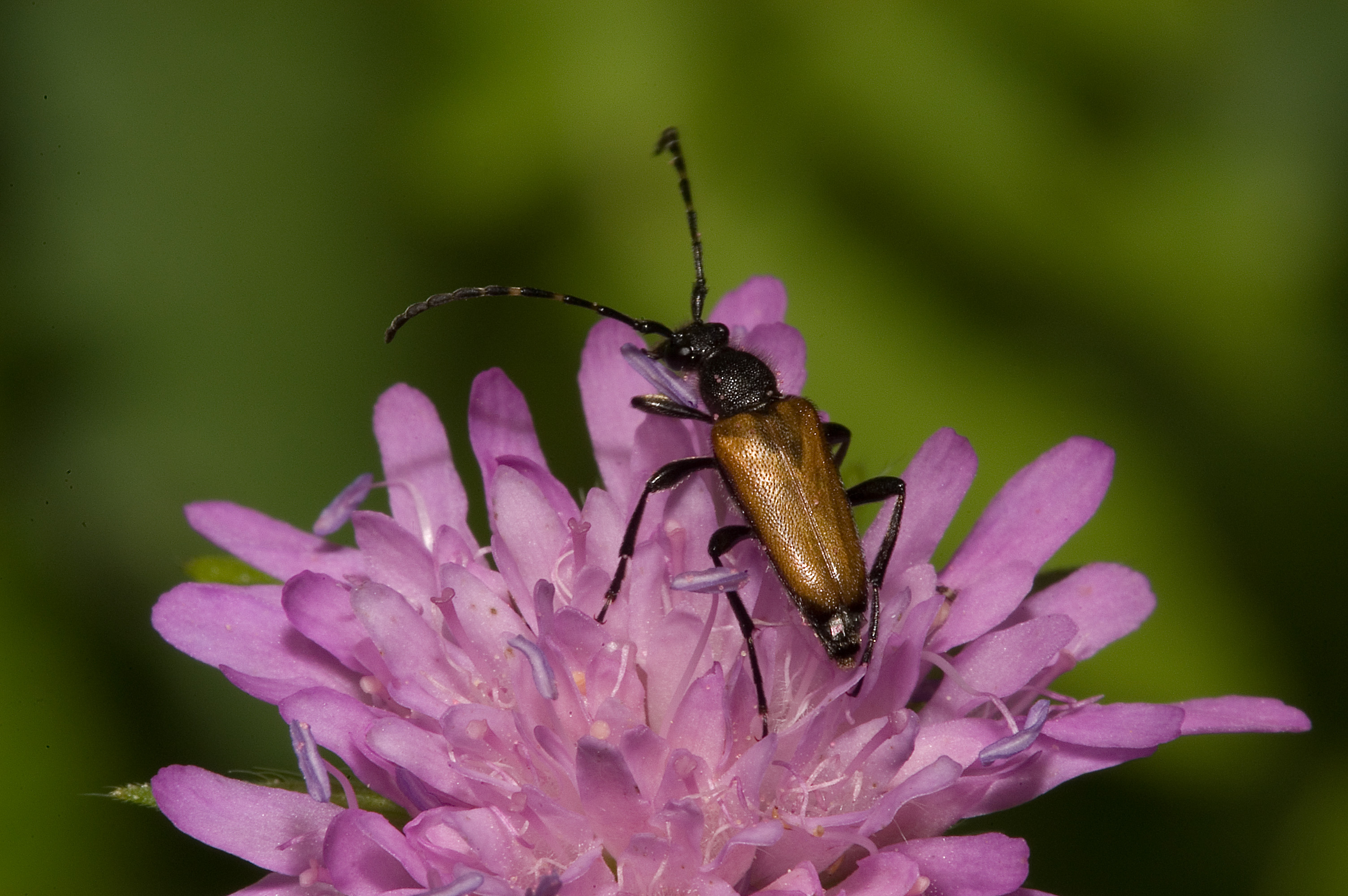
Paracorymbia maculicornis (DeGeer, 1775) ♂
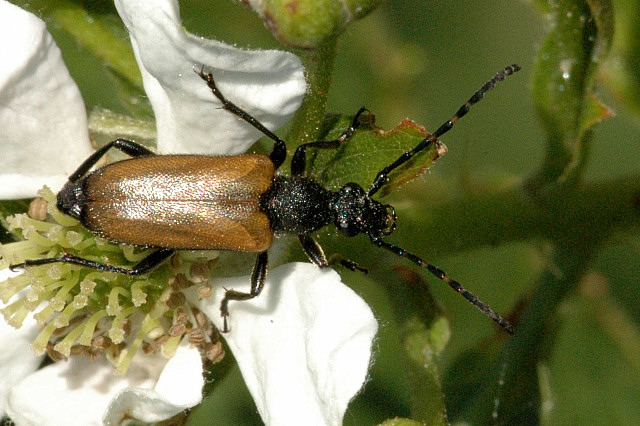
Paracorymbia maculicornis (DeGeer, 1775) ♀
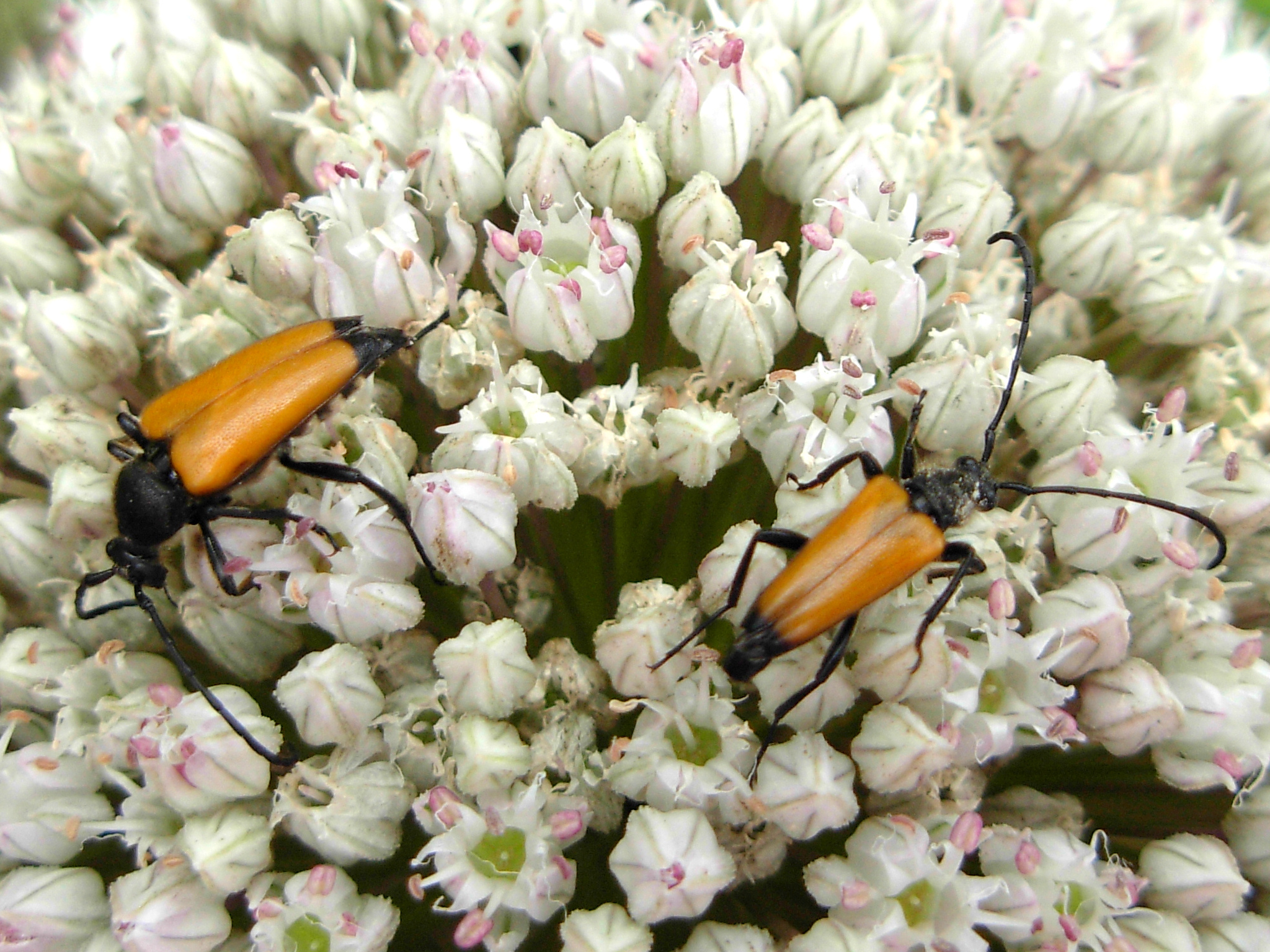
Paracorymbia fulva (DeGeer, 1775) coppia
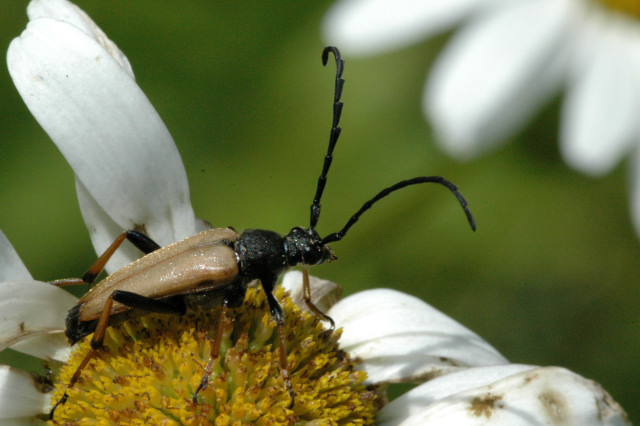
Stictoleptura rubra (Linnaeus, 1758) ♂
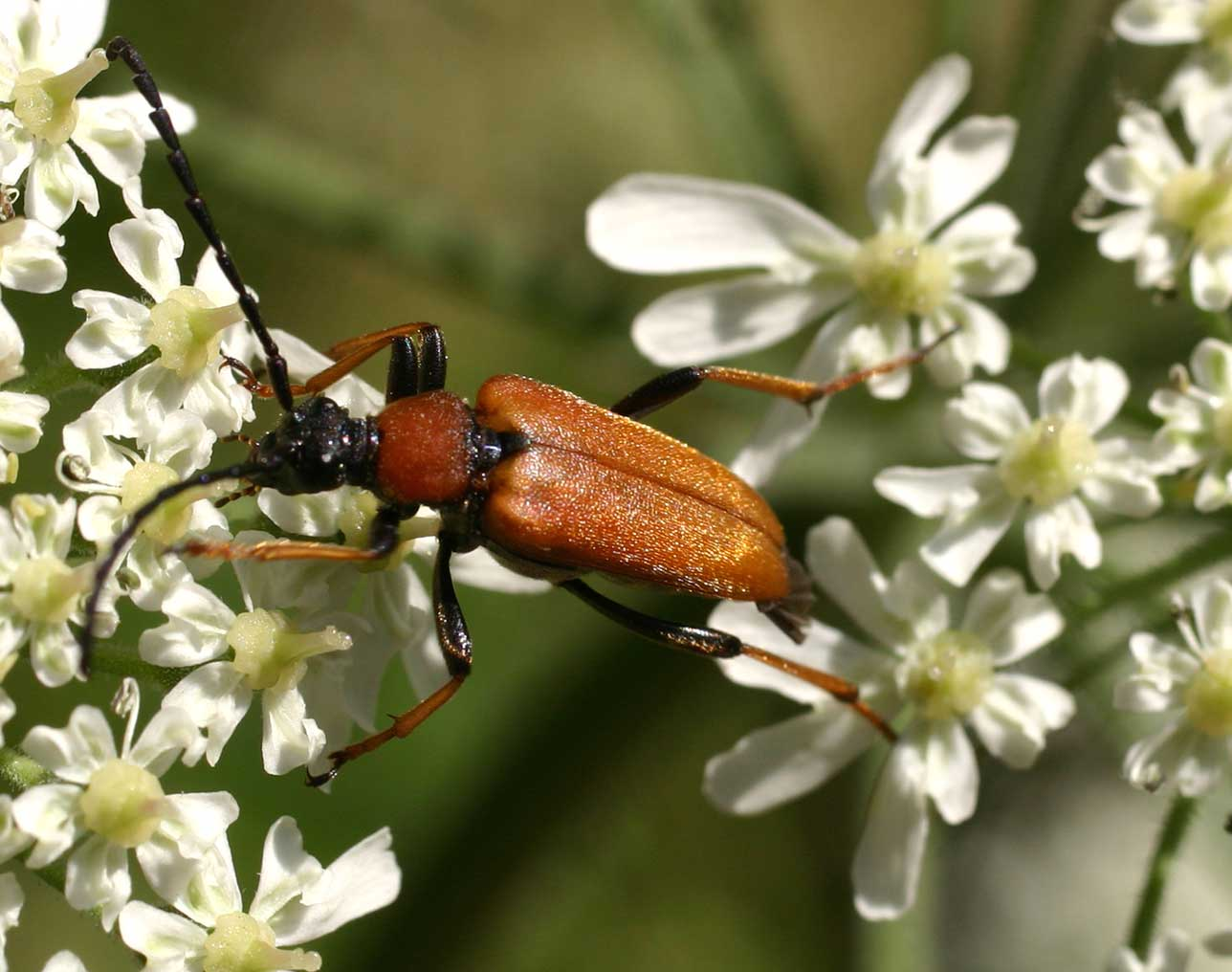
Stictoleptura rubra (Linnaeus, 1758) ♀
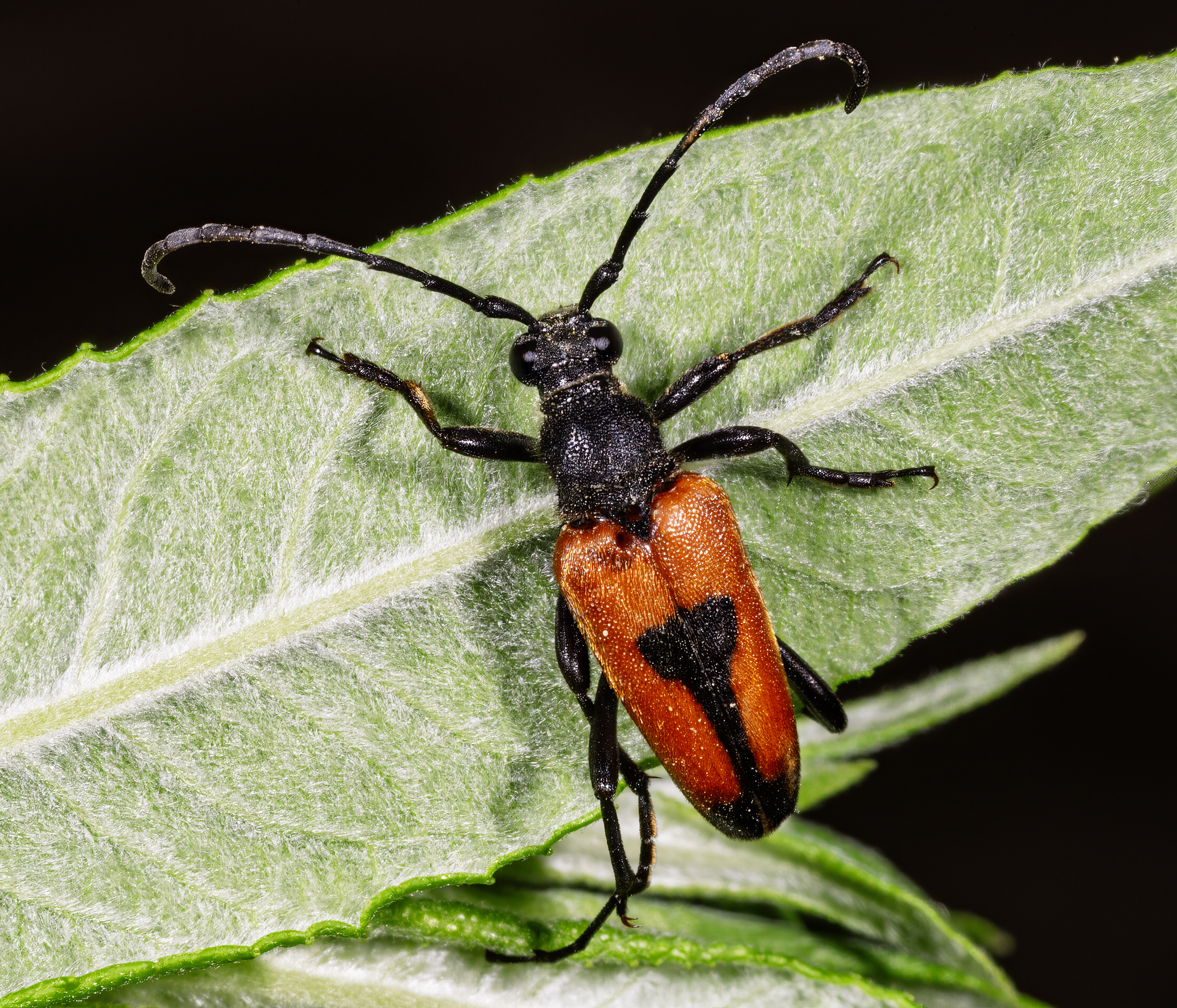
Stictoleptura cordigera (Fuesslins, 1775) ♂
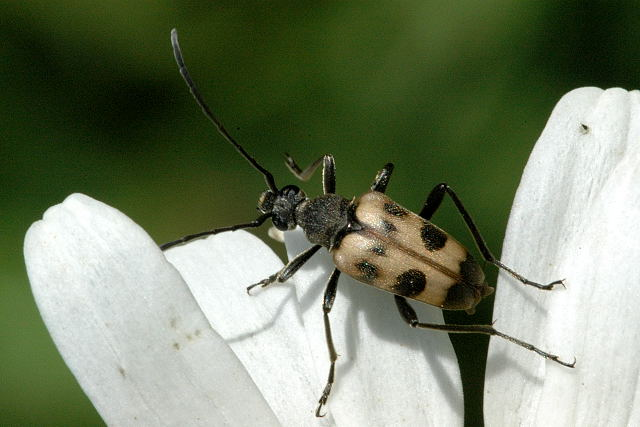
Judolia cerambyciformis (Schrank, 1781) ♂
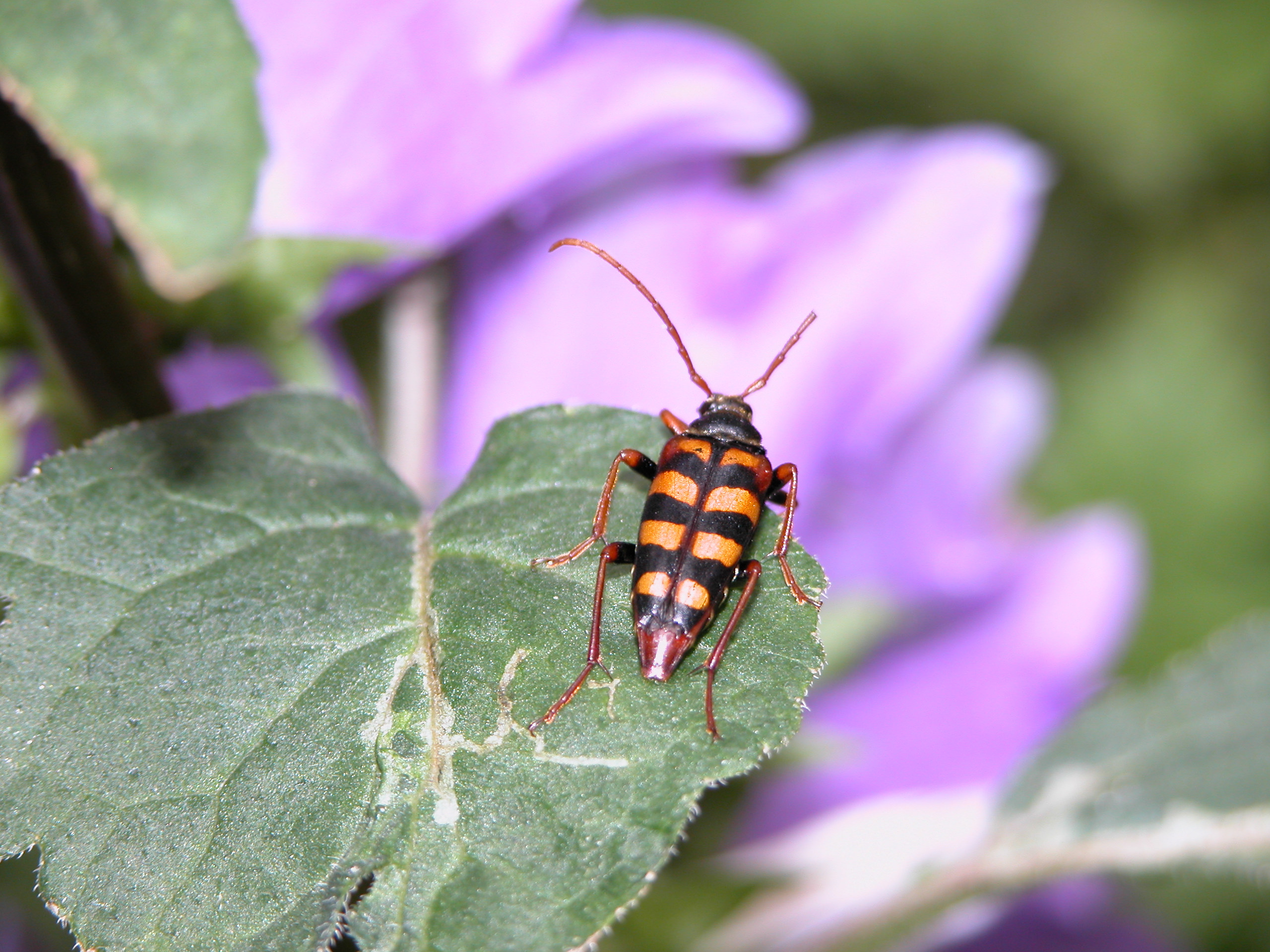
Leptura aurulenta Fabricius, 1792 ♀
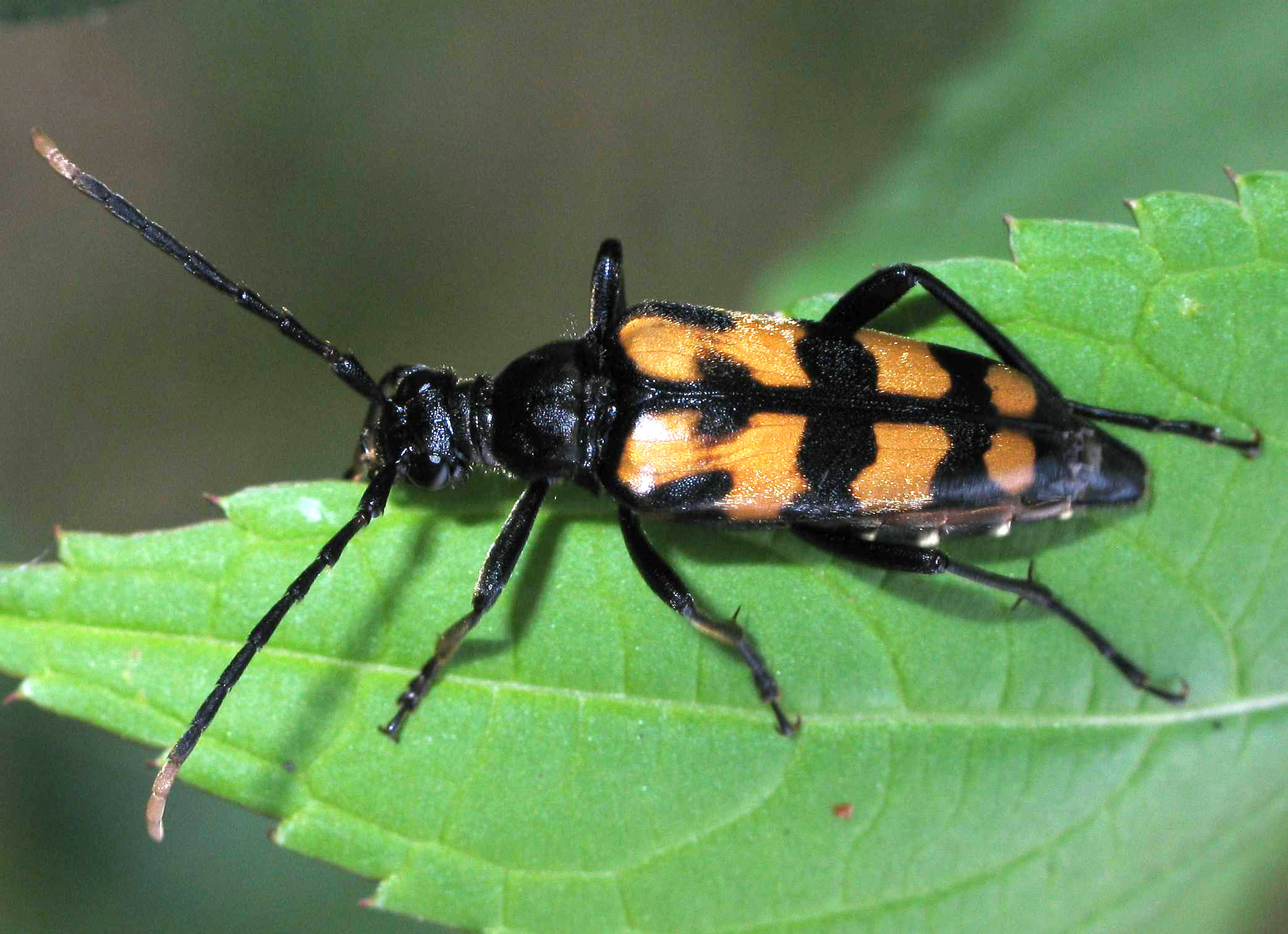
Leptura quadrifasciata Linnaeus, 1758 ♀
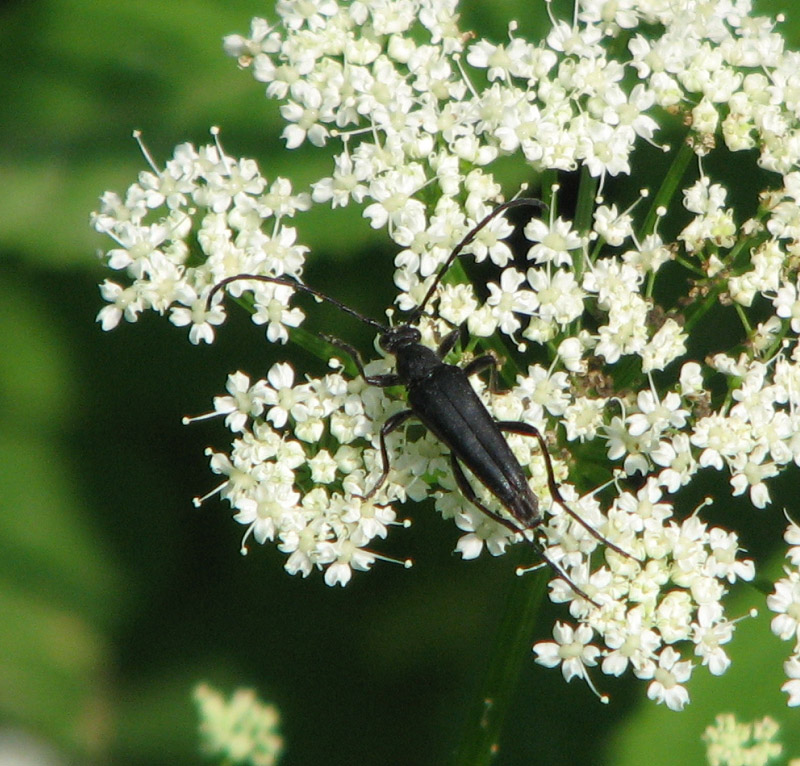
Leptura aethiops (Poda, 1761)
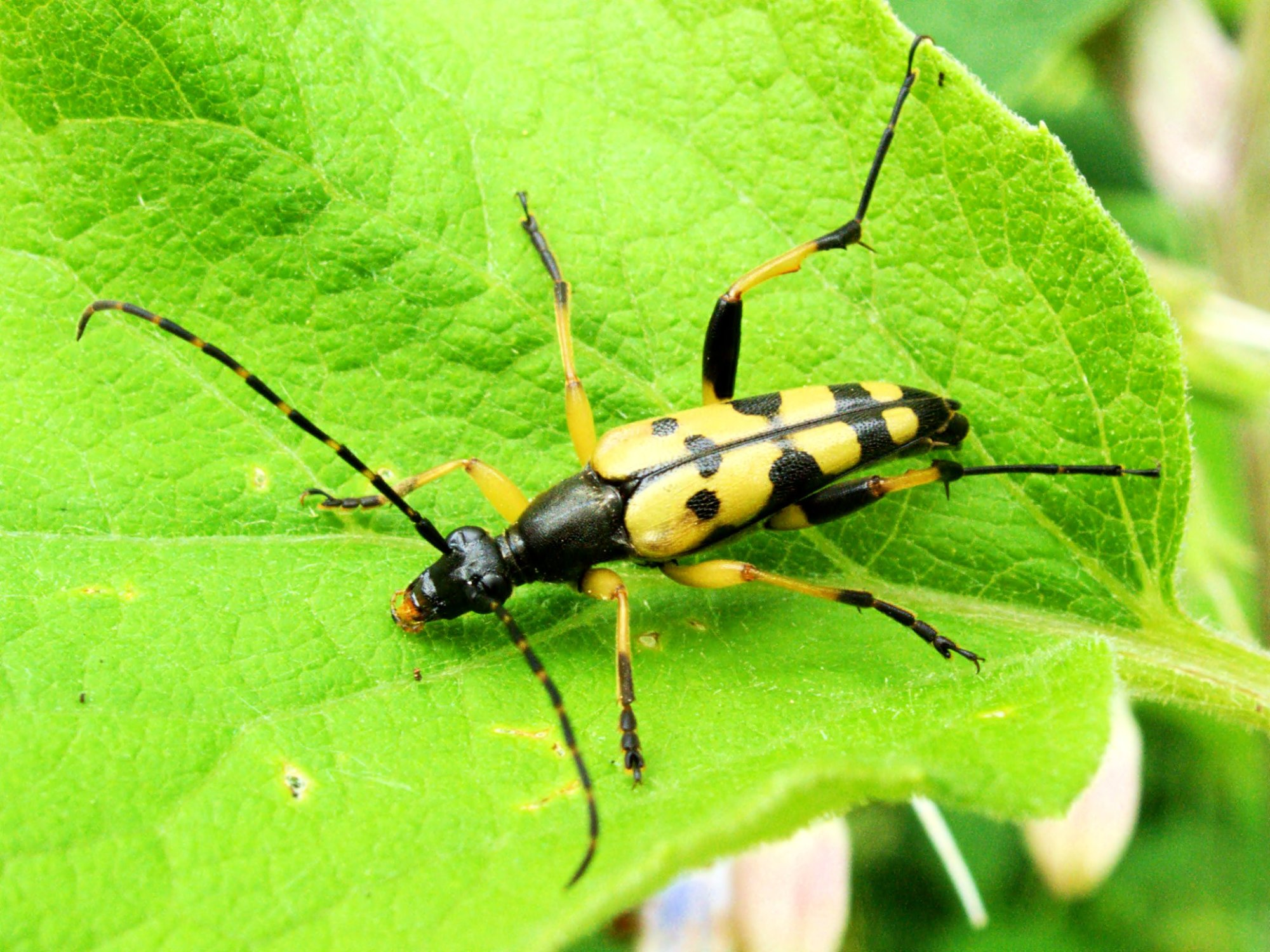
Leptura maculata Poda, 1761 ♂
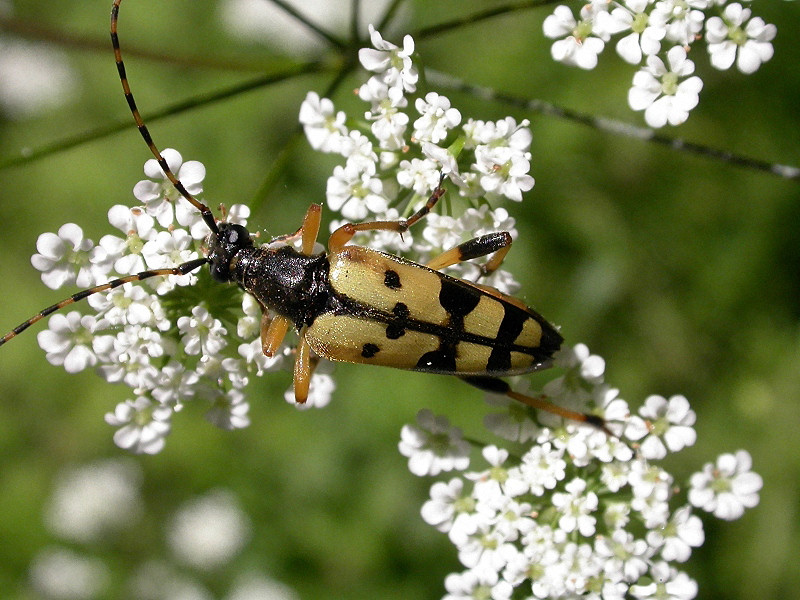
Leptura maculata Poda, 1761 ♀
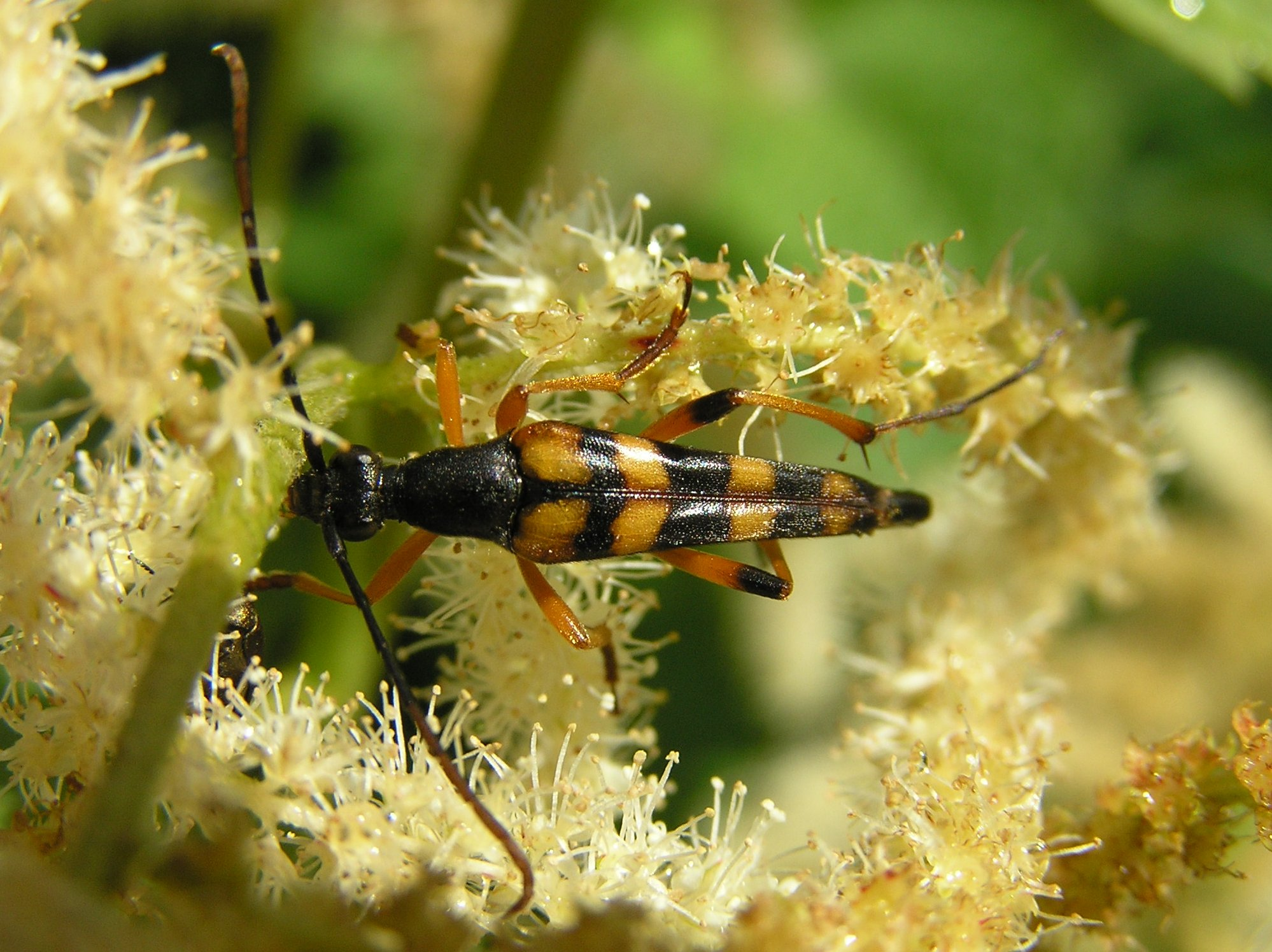
Strangalia attenuata (Linnaeus, 1758) ♂
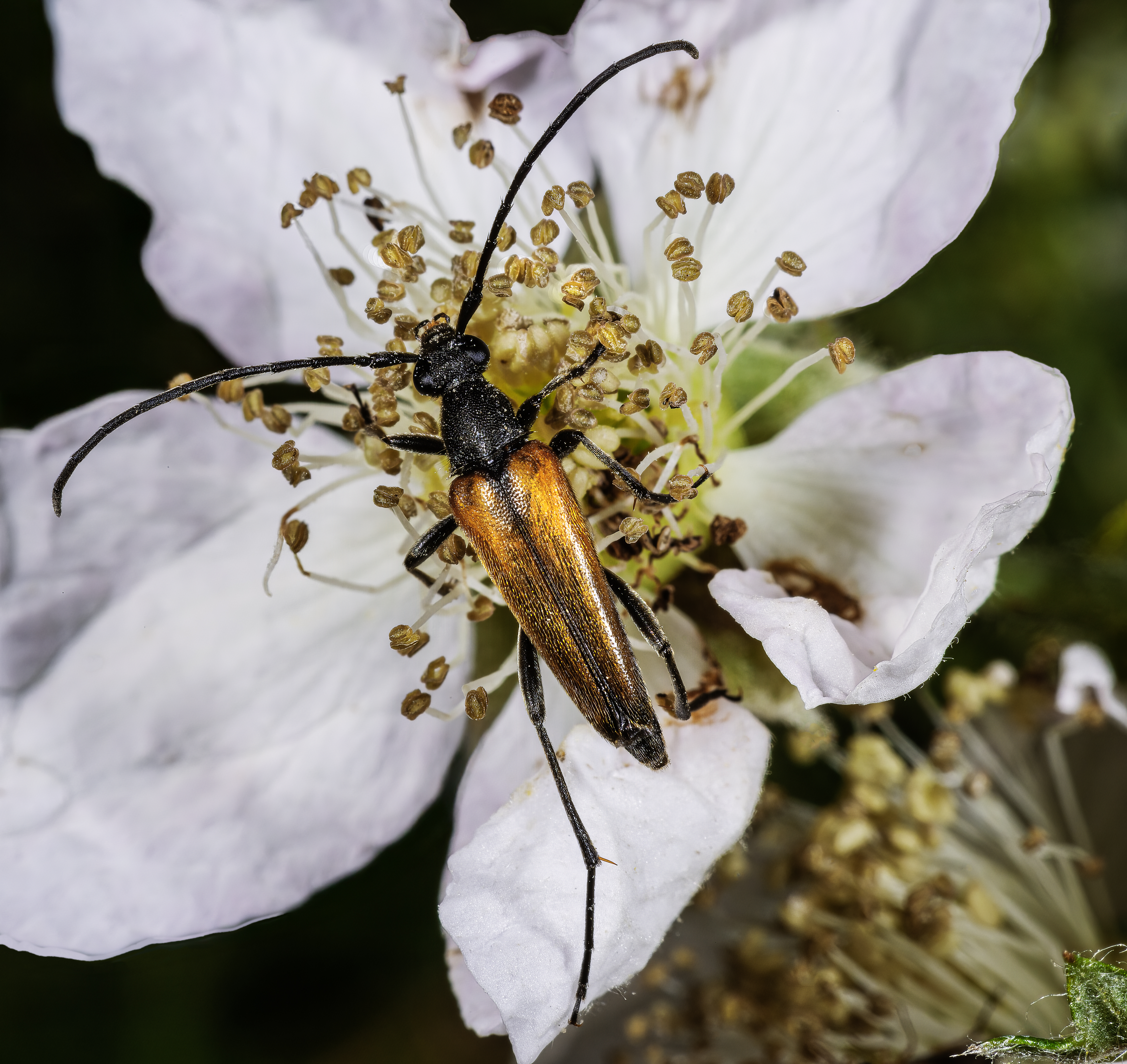
Stenurella melanura (Linnaeus, 1758) ♂
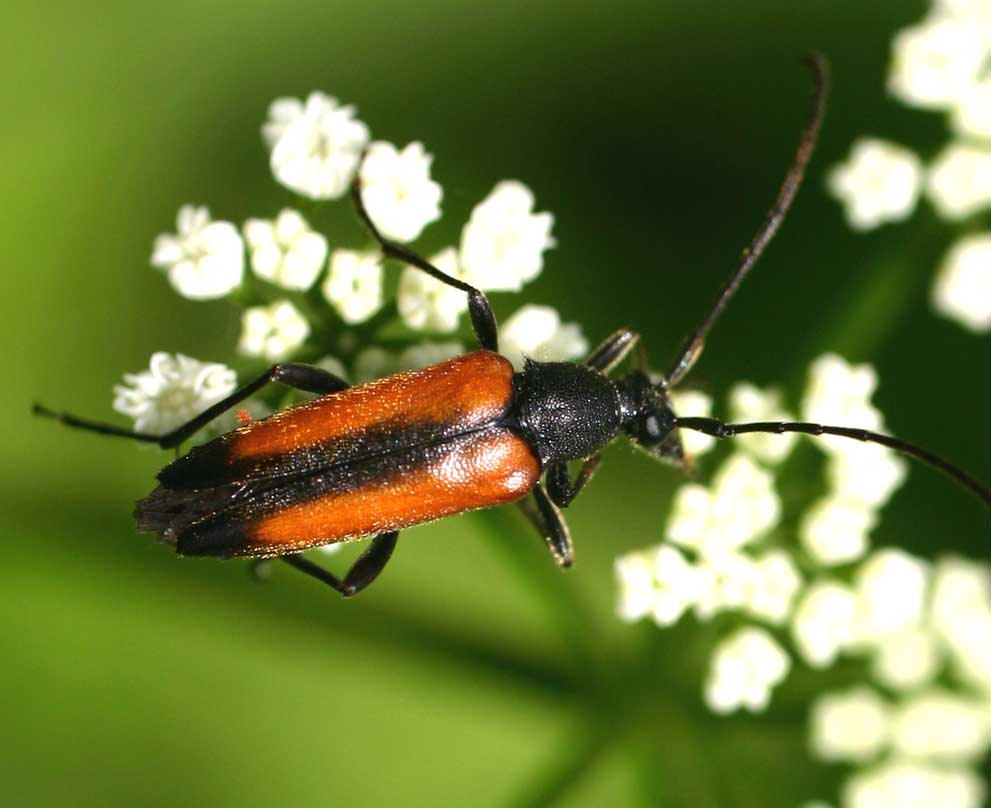
Stenurella melanura (Linnaeus, 1758) ♀
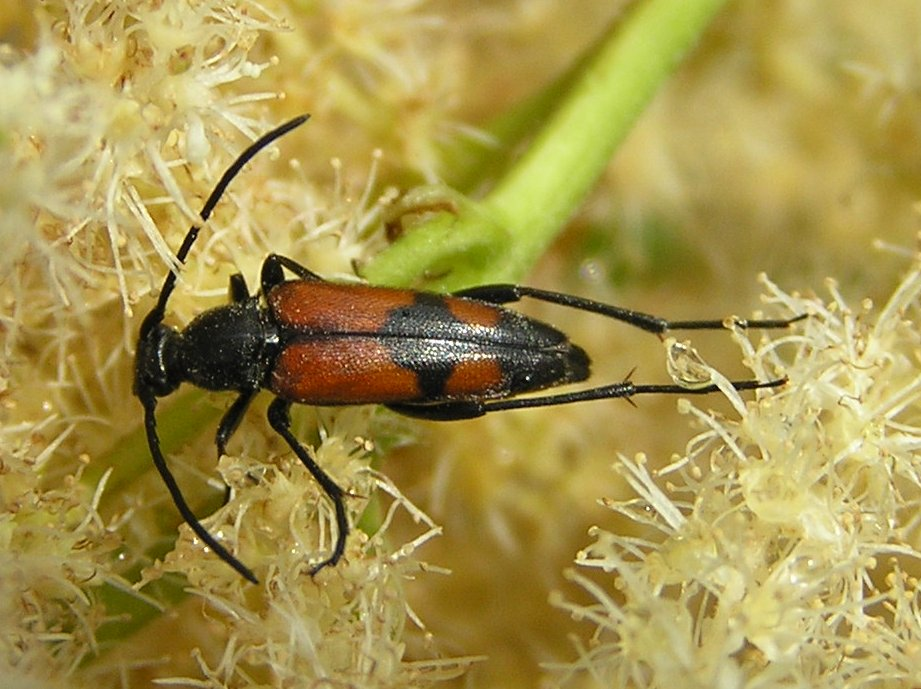
Stenurella bifasciata (Müller, 1776) ♀
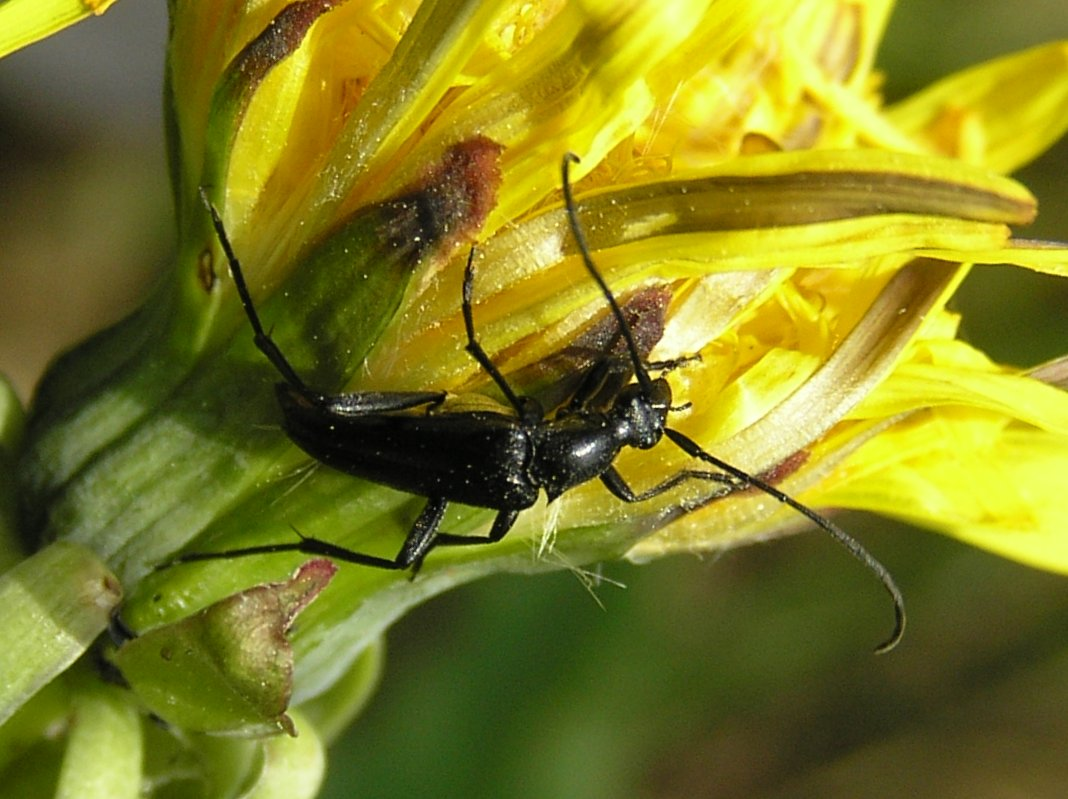
Stenurella nigra (Linnaeus, 1758)